# 春原雄策
春原 雄策（すのはら ゆうさく、1965年 - ）は、テレビ番組のディレクター、プロデューサー。
日本放送協会（NHK）職員。同協会中間持株会社・NHKメディアホールディングス初代代表取締役社長。東京都新宿区出身。

## 人物・経歴
武蔵中学校・高等学校、早稲田大学政治経済学部政治学科卒業。1988年、NHK入局。報道局エグゼクティブ・プロデューサー。
報道・ドキュメンタリー番組を担当し、『NHKスペシャル』『クローズアップ現代』などドキュメンタリー番組を手掛ける。　2019年～NHK長野放送局長。2021年～関連事業局（グループ経営戦略局）専任局長。2022年12月～㈱NHKメディアホールディングス代表取締役社長